# Джорджевац
Джорджевац (на сръбски: Ђорђевац или Đorđevac) е обезлюдено село в Югоизточна Сърбия, Пчински окръг, община Буяновац.

## Население
Според преброяването на населението от 2002 г. селото няма жители.

### Демографско развитие
- 1948 – 159
- 1953 – 158
- 1961 – 146
- 1971 – 186
- 1981 – 81
- 1991 – 65
- 2002 – 0